# Одоевский, Юрий Романович Чёрный
Юрий Романович Чёрный Одоевский (ум. после 1427) — первый удельный князь Одоевский, сын князя новосильско-одоевского Романа Семёновича, родоначальник князей Одоевских.

## Биография
После смерти князя новосильского Романа Семёновича Новосильское княжество разделилось на Белёвское, Одоевское и Воротынское княжества. Юрий Романович Чёрный стал первым князем Одоевским. Василий Романович получил во владение Белёв и стал родоначальником князей Белёвских, а другой брат Лев Романович переселился в Воротынск и стал родоначальником князей Воротынских.
Первоначально князь Юрий Романович Одоевский находился в зависимости от великого князя московского и владимирского Василия I Дмитриевича. В 1407 году литовские войска захватили и разорили Одоев. Князь Юрий Романович сохранил за собой удел, но вынужден был признать вассальную зависимость от Великого княжества Литовского. Участвовал в многочисленных военных походах великого князя литовского Витовта Кейстутовича.
Вынужден был защищать свои владения от татарских набегов. В сентябре 1423 года правитель Золотой Орды Барак-хан совершил поход на литовские пограничные владения. Хан Барак во главе татарской рати осадил Одоев, но не смог взять город штурмом и отступил в степи, захватив большое количество пленных. Князь Юрий Романович и мценский воевода Григорий Протасьев со своими дружинами устремились в погоню за отступающими татарами и отбили у них много пленников.
В следующем 1424 году другой татарский хан Худайдат, противник Барак-хана, совершил поход на Одоевское княжество. Ордынцы стали разорять владения князя Юрия Романовича. Великий князь литовский Витовт отправил на помощь своему подручнику литовское войско под командованием служилых князей Андрея Михайловича, Андрея Всеволодовича, Ивана Баба и Путяты Друцких, Дмитрия Всеволодовича и мценского воеводы Григория Протасьева. Великий князь московский Василий Васильевич Темный, внук Витовта, также выслал своих воевод с ратью. Однако литовские воеводы, не дождавшись московской помощи, соединились с князем Юрием Романовичем Одоевским и разгромили татарское войско хана Худайдата, который вынужден был бежать в степи. Литовские воеводы захватили в плен двух жен Худайдата, одна была отправлена к Витовту, а другая — к великому князю Василию.
Участвовал на съезде Европейских монархов в Луцке 1429 года. 
Скончался, оставив после себя четырёх сыновей: Ивана, Василия, Фёдора и Семёна, которые разделили между собой Одоевское княжество.